# Verschwörung der Superschurken
Verschwörung der Superschurken (engl. Mickey’s House of Villains) ist eine Filmadaption der Serie Mickys Clubhaus als DTV-Produktion der Walt Disney Company aus dem Jahr 2001. Regie führte Jamie Mitchel.
Die Produktion enthält neben einer Rahmenhandlung mehrere Disney-Kurzfilme zum Thema Halloween.

## Inhalt
Micky lädt ein zur großen Halloweenparty in seinem Clubhaus und alle Superschurken aus Disney-Filmen kommen, weil Halloween ihr großes Fest ist. Während Micky den Zuschauern eine Reihe von Kurzfilmen präsentiert, hecken die Schurken Dschafar, Käpt’n Hook, Cruella de Vill, Hades und Ursula einen Plan aus. Unter der Leitung von Dschafar tricksen sie Micky und seine Freunde aus und übernehmen das Clubbaus, das zum House of Villains wird.
Daraufhin versuchen Micky und seine Freunde, wieder die Kontrolle zu erlangen und die Schurken zu vertreiben. Schließlich gelingt es ihnen dank Aladin.

## Veröffentlichung
Der Film wurde im September 2002 in den USA auf DVD von Walt Disney Home Entertainment veröffentlicht. Er wurde unter anderem ins Französische, Italienische und Spanische übersetzt.
Auf Deutsch erschien der Film am 1. September 2005 auf DVD. 2013 erschien eine Neuauflage der DVD im Pappschuber inklusive einem Halloween-Gimmick.

## Synchronisation
| Rolle       | englische Sprecher |
| ----------- | ------------------ |
| Micky Maus  | Wayne Allwine      |
| Donald Duck | Tony Anselmo       |
| Goofy       | Bill Farmer        |
| Aladdin     | Scott Weinger      |

## Kritiken
„Eine in eine Rahmenhandlung eingefügte Zusammenstellung von alten und neuen Zeichentrickfilmen unterschiedlicher Qualität, die zwar ein unterhaltsames Wiedersehen mit der Disney-Familie bieten, in erster Linie jedoch ein beredtes Licht auf die Vermarktungsstrategien des Hauses Disney werfen.“